# Shed Seven
Shed Seven ist eine britische Musikgruppe, die dem Britpop zugeordnet wird.

## Geschichte
Shed Seven formierten sich 1990 in York. 1994 konnten sie mit Dolphin zum ersten Mal eine Single in den UK-Top 40 platzieren, am Ende dieses Jahres konnten sie mit dem Song Ocean Pie einen Nummer 1 Hit in Thailand verbuchen. Ihr erfolgreichstes Jahr hatten Shed Seven 1996 mit der Top-10-Single Going for Gold. Das Album A Maximum High verkaufte sich allein in Großbritannien über 250.000 Mal. 1998 folgte das Album Let It Ride, welches die Hits Chasing Rainbows und She Left Me on Friday enthielt. Die Gruppe löste sich 2003 auf, nachdem der Erfolg im neuen Jahrtausend zurückgegangen ist, kam aber 2007 für eine Comeback-Tour wieder zusammen.

## Diskografie

### Alben
| Jahr | Titel                              | Höchstplatzierung, Gesamtwochen, AuszeichnungChartsChartplatzierungen (Jahr, Titel, Platzierungen, Wochen, Auszeichnungen, Anmerkungen) | Anmerkungen                              |
| Jahr | Titel                              | UK | Anmerkungen                              |
| ---- | ---------------------------------- | --- | ---------------------------------------- |
| 1994 | Change Giver                       | UK16 Silber · (3 Wo.)UK | Erstveröffentlichung: 5. September 1994  |
| 1996 | A Maximum High                     | UK8 Gold · (37 Wo.)UK | Erstveröffentlichung: 1. April 1996      |
| 1998 | Let It Ride                        | UK9 Silber · (13 Wo.)UK | Erstveröffentlichung: Juni 1998          |
| 1999 | Going For Gold – The Greatest Hits | UK7 Gold · (16 Wo.)UK | Erstveröffentlichung: Mai 1999           |
| 2001 | Truth Be Told                      | UK42 (2 Wo.)UK | Erstveröffentlichung: Mai 2001           |
| 2017 | Instant Pleasures                  | UK8 (2 Wo.)UK | Erstveröffentlichung: 10. November 2017  |
| 2020 | Another Night, Another Town        | UK31 (1 Wo.)UK | Erstveröffentlichung: 18. Dezember 2020  |
| 2024 | A Matter of Time                   | UK1 (2 Wo.)UK | Erstveröffentlichung: 5. Januar 2024     |
| 2024 | Liquid Gold                        | UK1 (1 Wo.)UK | Erstveröffentlichung: 27. September 2024 |

Weitere Alben
- 2003: Where Have You Been Tonight? Live
- 2004: The Collection
- 2005: One Hand Clapping – The Unreleased Demos 2001–2003
- 2007: Live at the BBC
- 2008: The Singles Collection
- 2024: Liquid Gold

### Singles
| Jahr | Titel Album                                        | Höchstplatzierung, Gesamtwochen, AuszeichnungChartsChartplatzierungen (Jahr, Titel, Album, Platzierungen, Wochen, Auszeichnungen, Anmerkungen) | Anmerkungen                |
| Jahr | Titel Album                                        | UK | Anmerkungen                |
| ---- | -------------------------------------------------- | --- | -------------------------- |
| 1994 | Mark Change Giver                                  | UK80 (1 Wo.)UK | Erstveröffentlichung: 1994 |
| 1994 | Dolphin Change Giver                               | UK28 (5 Wo.)UK | Erstveröffentlichung: 1994 |
| 1994 | Speakeasy Change Giver                             | UK24 (3 Wo.)UK | Erstveröffentlichung: 1994 |
| 1994 | Ocean Pie Change Giver                             | UK33 (2 Wo.)UK | Erstveröffentlichung: 1994 |
| 1995 | Where Have You Been Tonight? A Maximum High        | UK23 (2 Wo.)UK | Erstveröffentlichung: 1995 |
| 1996 | Getting Better A Maximum High                      | UK14 (3 Wo.)UK | Erstveröffentlichung: 1996 |
| 1996 | Going For Gold A Maximum High                      | UK8 Silber · (5 Wo.)UK | Erstveröffentlichung: 1996 |
| 1996 | Bully Boy A Maximum High                           | UK22 (3 Wo.)UK | Erstveröffentlichung: 1996 |
| 1996 | On Standby A Maximum High                          | UK12 (4 Wo.)UK | Erstveröffentlichung: 1996 |
| 1996 | Chasing Rainbows Let it Ride                       | UK17 Silber · (9 Wo.)UK | Erstveröffentlichung: 1996 |
| 1998 | She Left Me On Friday Let it Ride                  | UK11 (6 Wo.)UK | Erstveröffentlichung: 1998 |
| 1998 | The Heroes Let it Ride                             | UK18 (3 Wo.)UK | Erstveröffentlichung: 1998 |
| 1998 | Devil In Your Shoes (Walking All Over) Let it Ride | UK37 (2 Wo.)UK | Erstveröffentlichung: 1996 |
| 1999 | Disco Down Going for Gold                          | UK13 (7 Wo.)UK | Erstveröffentlichung: 1999 |
| 2001 | Cry For Help Truth be Told                         | UK30 (2 Wo.)UK | Erstveröffentlichung: 2001 |
| 2003 | Why Can’t I Be You –                               | UK23 (2 Wo.)UK | Erstveröffentlichung: 2003 |

Weitere Singles
- 2017: Room in My House
- 2017: It’s Not Easy
- 2017: Nothing to Live Down
- 2018: Victoria